# Peter Watts
Peter Watts, all’anagrafe Peter Anthony Watts (Bedford, 16 gennaio 1946 – Londra, 2 agosto 1976) è stato un tecnico del suono e un road manager noto soprattutto per aver lavorato con i Pink Floyd.

## Biografia
Peter Watts nacque da Jane Patricia Grace (nata Rolt a Naivasha, Kenya, nel 1923) e da Anthony Watts; la coppia ebbe tre figli, Michael, Peter e Patricia. Nel 1989 la madre di Watts si risposò con Anthony Daniell. Watts iniziò la carriera di road manager con The Pretty Things per poi passare con i Pink Floyd: lo si vede sul retro copertina del loro album Ummagumma (1969), ritratto su una pista dell’Aeroporto di Biggin Hill assieme al roadie Alan Styles, con accanto tutta la strumentazione del gruppo disposta in modo da richiamare la sezione di un aereo militare e il suo carico utile. La voce di Watts inoltre si ode in due tracce dell’album The Dark Side of the Moon (1973): sua infatti è la risata che ricorre nei brani Speak to Me e Brain Damage. Sullo stesso album, altri frammenti parlati hanno la voce della sua seconda moglie, Patricia: precisamente nella traccia strumentale The Great Gig in the Sky e sulla coda del brano Money.
Watts concluse la collaborazione con i Pink Floyd nel 1974. Nell’agosto del 1976 fu trovato morto in un appartamento londinese di Notting Hill, vittima di un’overdose di eroina. Lasciò due figli piccoli, avuti dal primo matrimonio: Ben e la futura attrice di Hollywood Naomi, ai quali i Pink Floyd fornirono l'aiuto finanziario necessario per trasferirsi con la madre a Sydney, in Australia.